# Yana Point
Der Yana Point (bulgarisch носът Яна nosat Jana) ist eine Landspitze an der Ostküste der Livingston-Insel im Archipel der Südlichen Shetlandinseln. In der Moon Bay bildet sie die Westseite der Einfahrt zur Bruix Cove. Sie liegt 3,7 km nordnordöstlich des Helmet Peak und 1,9 km westlich des Rila Point.
Bulgarische Wissenschaftler kartierten sie im Zuge der Vermessung der Tangra Mountains zwischen 2004 und 2005. Die bulgarische Kommission für Antarktische Geographische Namen benannte sie 2009 nach der Ortschaft Jana im Westen Bulgariens.